# Yuanmousaurus
Yuanmousaurus ist eine Gattung sauropoder Dinosaurier aus dem Mitteljura Chinas. Bisher ist lediglich ein einziges fragmentarisches, schädelloses Skelett bekannt, das in den Schichten der Zhanghe-Formation bei Yuanmou in der Provinz Yunnan entdeckt wurde. Yuanmousaurus war ein ursprünglicher Vertreter der Sauropoden, in einer jüngeren Studie wird die Gattung innerhalb der Mamenchisauridae klassifiziert. Yuanmousaurus wurde 2006 mit der einzigen Art, Yuanmousaurus jiangyiensis, wissenschaftlich beschrieben.

## Merkmale
Mit einer Körperlänge von schätzungsweise 17 Metern handelt es sich um einen großen Vertreter der Sauropoden. Wie bei anderen Vertretern dieser Dinosauriergruppe war das Erscheinungsbild durch einen sehr langen Hals gekennzeichnet. Die wenigen überlieferten Reste des Halses weisen auf Halswirbel des verlängerten Typs, wie sie bei Vertretern der Mamenchisauridae typisch sind, was darauf hindeutet, dass der Hals im Vergleich mit anderen Sauropoden möglicherweise besonders lang war. Die Vorderbeine waren im Verhältnis zu den Hinterbeinen länger als bei dem kurzhalsigen Shunosaurus, aber kürzer als bei Omeisaurus – so beträgt das Längenverhältnis zwischen Oberarmknochen und Oberschenkelknochen etwa 0,72, während es bei Shunosaurus 0,56 und bei Omeisaurus über 0,80 beträgt.
Für die wissenschaftliche Diagnose wertvolle Merkmale finden sich vor allem an den Rückenwirbeln: So wiesen die Wirbelbögen beispielsweise drei seitliche Aushöhlungen auf, während bei dem verwandten Omeisaurus keine derartigen Aushöhlungen vorhanden waren.

## Systematik
Yuanmousaurus gilt als ein ursprünglicher Vertreter der Eusauropoda und wird außerhalb der Neosauropoda, welche alle fortgeschrittenen Sauropoden umfasst, klassifiziert. In der Erstbeschreibung wird diese Gattung zu den Euhelopodidae gestellt; diese Gruppe ist allerdings wegen der unklaren systematischen Position von Euhelopus sehr umstritten. Sekiya (2011) schreibt Yuanmousaurus den Mamenchisauridae zu, zusammen mit Mamenchisaurus, Tienshanosaurus und Chuanjiesaurus.

## Entdeckungsgeschichte und Fund
Das einzige Skelett wurde im Mai 2000 von einem Team des Instituts für kulturelle Relikte und Archäologie der Provinz Yunnan geborgen. Der Fundort befindet sich in der Gemeinde Jiangyi im Kreis Yuanmou, worauf der wissenschaftliche Gattungs- und Artname weist (Yuanmousaurus jiangyiensis). Das Skelett umfasst Wirbel (das Fragment eines Halswirbels, 9 Rückenwirbel, 3 Kreuzbeinwirbel, 7 Schwanzwirbel), Knochen der Vorderbeine (Oberarmknochen, Ulna, Speiche), ein Darmbein, sowie Knochen der Hinterbeine (Oberschenkelknochen, Schienbein, Wadenbein, Sprungbein sowie eine Kralle). Die Fossilien sind in der Sammlung des Yuanmou-Museums unter der Exemplarnummer YMV 601 archiviert.